# Сирень амурская
Сире́нь аму́рская (лат. Syrínga amurénsis) — вид рода Сирень семейства Маслиновые. Этот вид некоторые авторы (В. Н. Васильев. С. Г. Сааков и Б. Н. Замятин) выделяют из рода сирень и относят к особому роду — трескун. Но, как справедливо считали академики К. А. Максимович и В. Л. Комаров, такие признаки сирени амурской, как её короткие трубки венчиков и длинные тычинки, не являются достаточным основанием для отнесения сирени амурской к другому роду.

## Ботаническое описание
Многоствольный кустарник или дерево до 10 м, реже 12—15 м высотой и 20—30 см диаметром.
Кора тёмно-серая или бурая, с хорошо заметными белыми поперечными чечевичками. Молодые побеги красно-бурые.
Листья 5—11 см длиной, зелёные, эллипсовидно-сердцевидные, сходны с листьями сирени обыкновенной.
Соцветия крупные, широкометельчатые, до 20—25 см длиной и до 20 см в диаметре. Цветки белые или слегка кремовые, мелкие 5—6 мм в диаметре, с сильным запахом. Цветёт в конце июня — июле. Цветение длится 2 недели.
Живёт до 90—100 лет.
Растение получило народное название «трескун» за то, что сырые дрова горят с сильным треском, разбрасывая искры и угли на несколько метров.

## Распространение и экология
Родина сирени амурской — Маньчжурия, Приморский и Хабаровский края, Амурская область, Китай, п-ов Корея. Растёт в смешанных долинных лесах и кустарниковых зарослях, реже на лесистых склонах. В горы поднимается до 600 м над уровнем моря.
В культуре с 1855 года. К почве нетребовательна, мирится с сухими местами, но предпочитает глубокие плодородные и хорошо увлажненные почвы. Выносит затенение, мирится с задымлением и загрязнением воздуха промышленными газами. Растет сравнительно медленно: семенные экземпляры достигают высоты 15 м лишь в 70-летнем возрасте, но поросль от пня растет быстро. Доживает до 90—100 лет.
Размножается семенами, отводками, порослью от пня и корневыми отпрысками. Как декоративное растение используется в древоводстве и садоводстве в Ленинграде (где не плодоносит), Брянске, Белоруссии, Волгограде, Камышине и других местах. Одна из наиболее морозостойких и засухоустойчивых сиреней. Хорошо переносит городские условия.

## Значение и применение
Древесина с белой заболонью и буроватым ядром, твердая, прочная, тяжелая, пригодна на токарные и столярные изделия, паркет, лыжи, рукоятки для ножен и инструментов. Молодые стволы годны на трости, шомпола, черенки для хозяйственного инвентаря. Хорошее, калорийное топливо, но при горении древесина сильно трещит и разбрасывает искры, опасные в пожарном отношении и особенно при ночевках у костра.

### В пчеловодстве
Медоносное растение. Пчёлы хорошо посещают сирень амурскую ради пыльцы и нектара, и покидают её лишь после зацветании липы. Есть мнение, что нектар с цветков вреден для пчёл, но оно не подтверждено специальными исследованиями. Массовая гибель пчел действительно наблюдается во время цветения сирени амурской, но одновременно с ней и в тех же местах цветет ядовитая для пчёл чемерица. По другому источнику, причиной гибели пчёл во время цветения сирени амурской являются эфирные масла, выделяющиеся цветками, в которых пчёлы «угорают», особенно в засушливую погоду. После сильных дождей и подкормки пчёл сиропом гибель насекомых прекращается. Продуктивность нектара 100 цветками 26,2 мг сахара, продуктивность мёда 30—40 кг/га.